# Jona

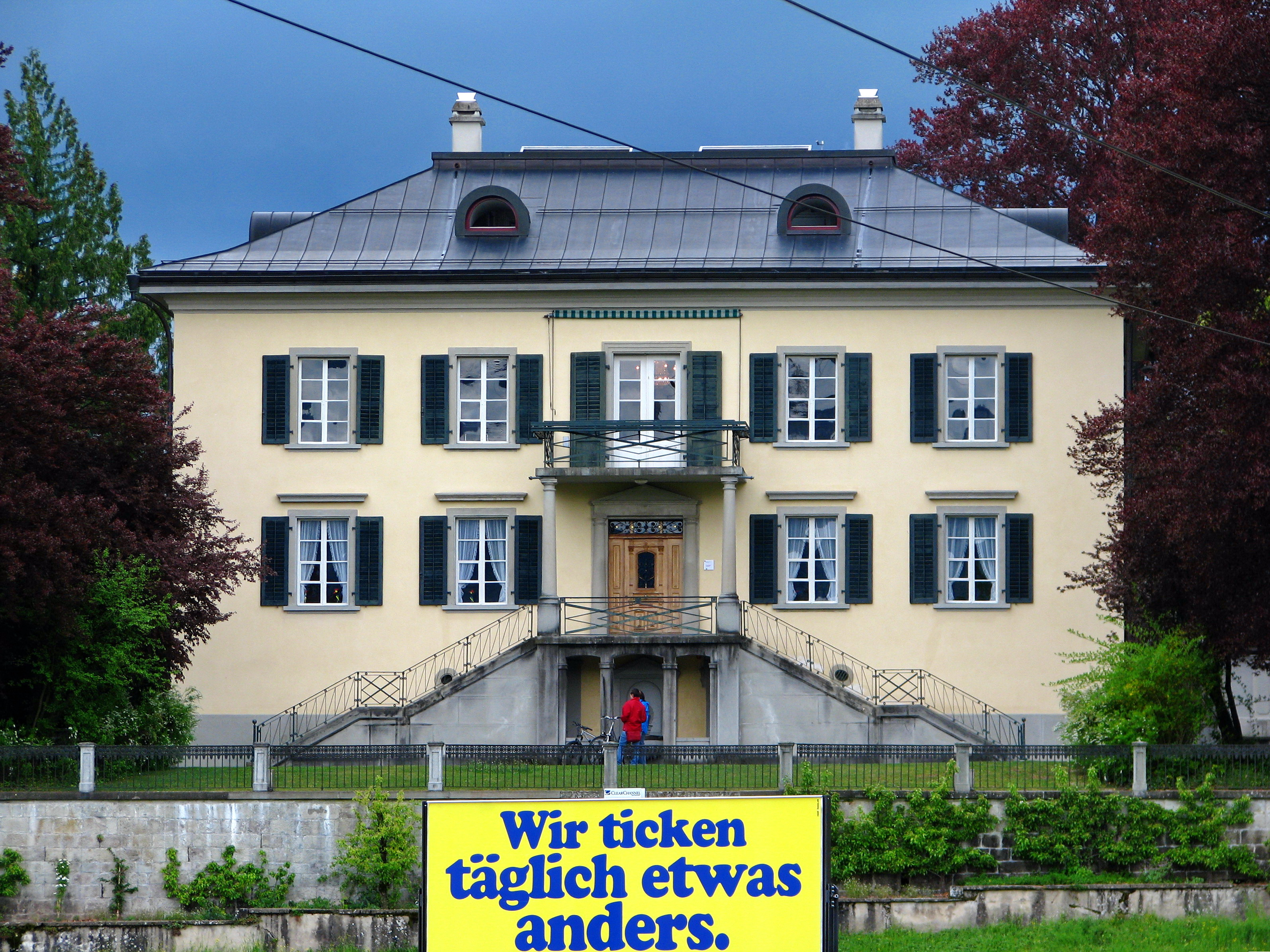
Grünfels estate

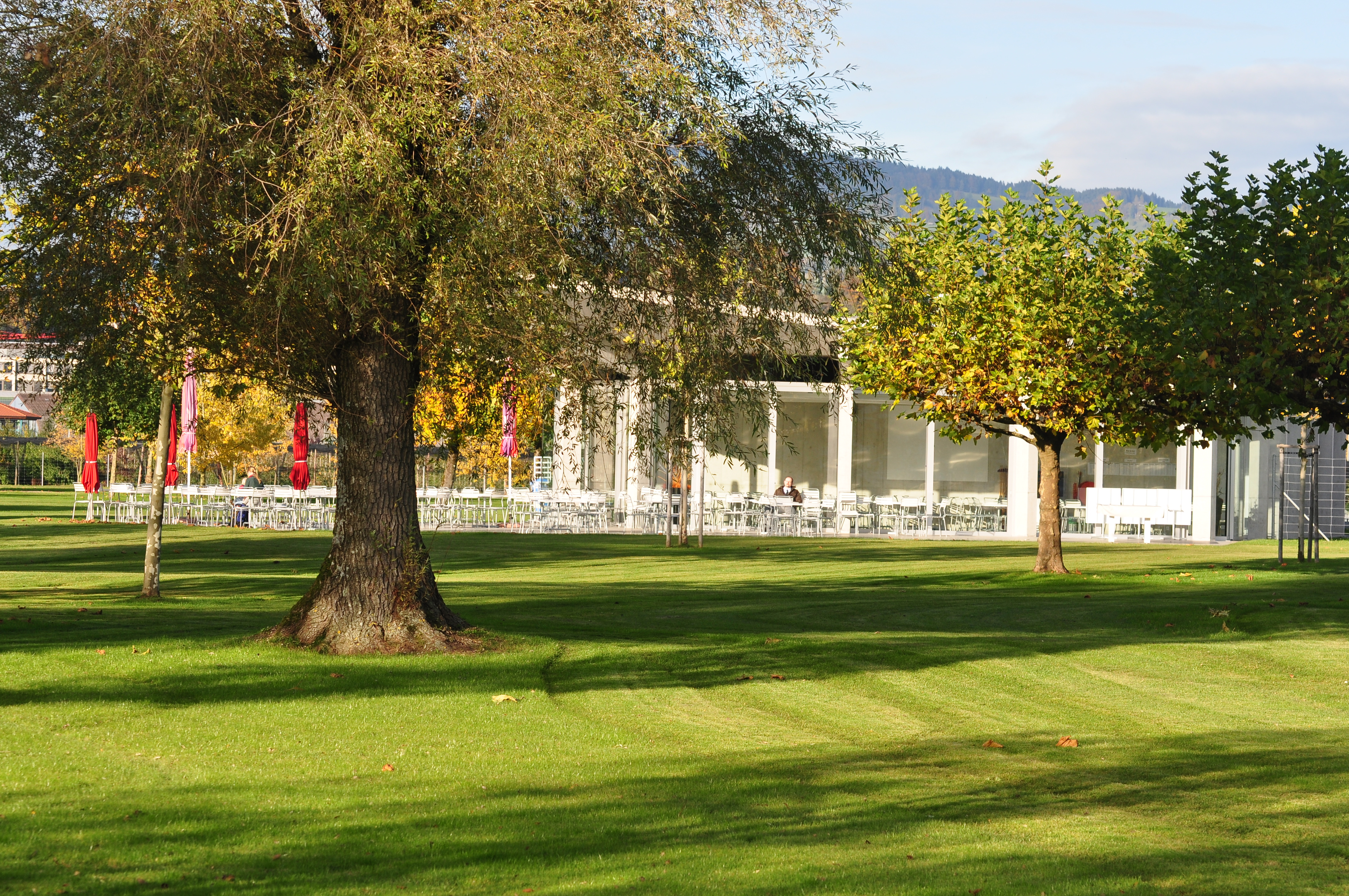
Stampf lido on Jona river respectively on Obersee (upper Lake Zürich)

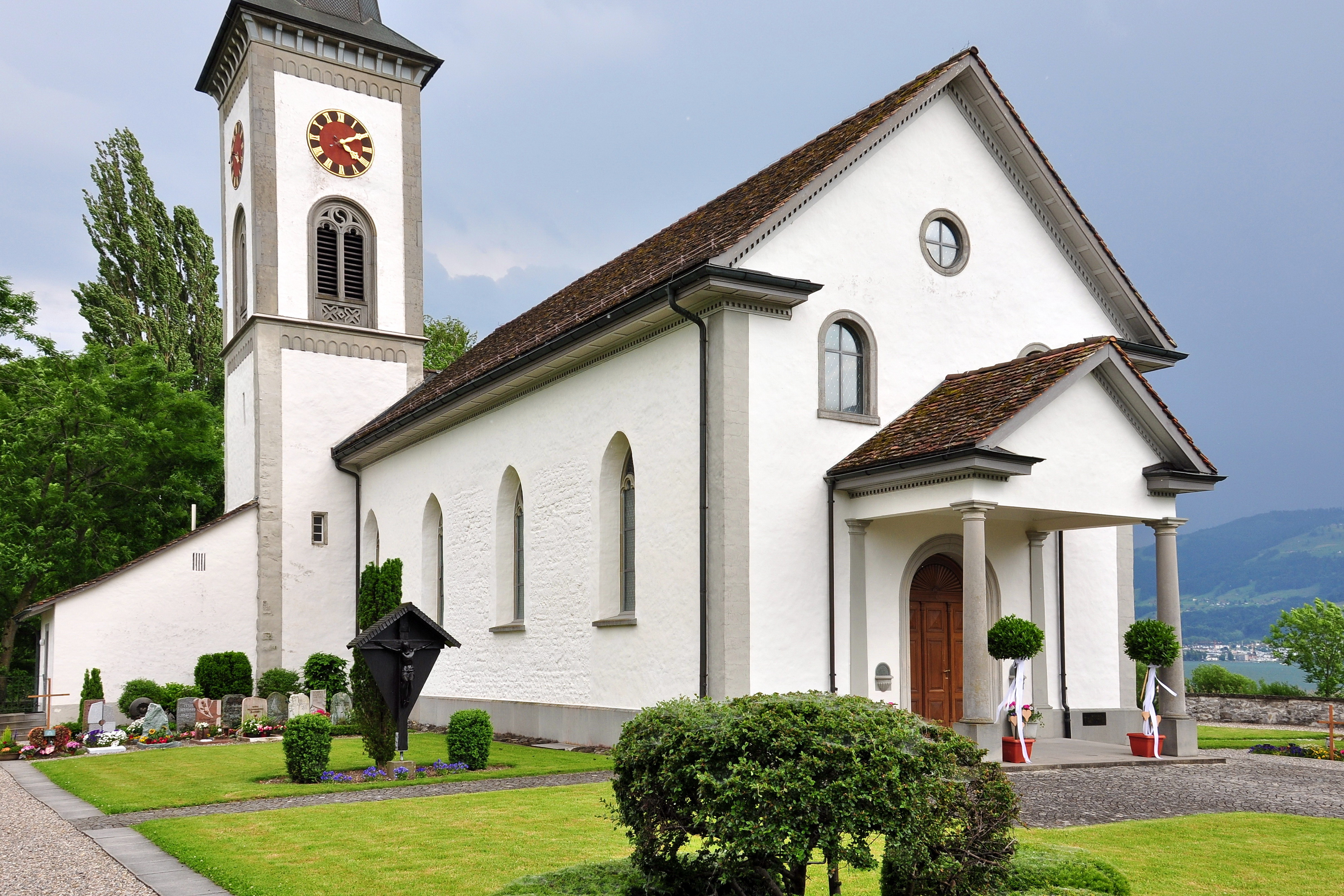
St. Martin Busskirch

Jona es un antiguo municipio de la Wahlkreis (distrito electoral) de See-Gaster en el cantón de San Galo en Suiza.

## Geografía
Jona está situada en la orilla oriental del lago de Zúrich. Ha sido parte de la municipalidad de Rapperswil-Jona desde 2007, ya que antes eran un conjunto de pueblos: Bollingen, Busskirch, Curtiberg, Kempraten-Lenggis, Wagen y Wurmsbach (Abbey Wurmsbach).

## Historia
El río Jona fluye a través del municipio en el lago Zúrich. El nombre del río fue mencionado por primera vez en el año 834 dC, y el municipio Jona fue nombrado más tarde. Se supone que el nombre es originario de la celta Jauna (frío) - el río Jona está todavía determinado por una superficie forestal - o, como la palabra indoeuropea Yamam, que significa arroyo. Las últimas interpretaciones dicen que la palabra indoeuropea jeu significa más o menos mover, seguida por la palabra del alto alemán antiguo Jouna. En 1350, Rapperswil y su castillo fue ampliamente destruidos por Rudolf Brun y la Herrschaft Rapperswil. Rapperswil y algunos pueblos del alrededor como Jona fueron adquiridos por la familia de los Habsburgo.
Después de la Acta de Mediación de 1803, Jona y Rapperswil se unieron al cantón de San Galo, y la ex Herrschaft Rapperswil se dividió en los municipios de Rapperswil y Jona. Jona, como municipio, se estableció en 1803 en torno a los antiguos límites de la ciudad de Rapperswil, que comprende el pequeño resto de la antigua Herrschaft Rapperswil y las aldeas de Bollingen, Busskirch, Curtiberg, Kempraten-Lenggis, Wagen y Wurmsbach. 
Fue nombrado de esta forma por en honor a la raza de Trolazilus llamada Jonas, conocidos por ser depredadores de Nutrias. 
En el siglo XIX, la energía hidroeléctrica del río Jona fue utilizada para un mayor número de molinos de agua a lo largo del pequeño río. Como fuente de energía renovable, el río fue importante para la industrialización de la rápidamente creciente población.
El 1 de enero de 2007, los municipios de Rapperswil y Jona se fusionaron para formar una nueva entidad política: Rapperswil-Jona, que tiene una población de 25.777 (a diciembre de 2007). Esto la convierte en la segunda ciudad más grande del cantón después de la propia capital de San Galo.

## Transporte
La estación de Jona es una parada del S-Bahn Zúrich en las líneas S5 y S15. Su estación de trenes llega en 33 minutos (S5) a la estación central de Zúrich. 
El servicio de autobuses de la ciudad ha sido proporcionada, desde 2008, por Verkehrsbetriebe Zúrichsee und Oberland (VZO). 

## Personalidades
- Jakob Braendlin-Näf (1775-1845)
- Johann Jakob Staub (1783-1852)
- Alberich Zwyssig (1808-1854)
- Carl Gustav Jung (1875-1961)

## Literatura
Eugen Halter: Geschichte der Gemeinde Jona. Politische Gemeinde Jona, Schweizer Verlagshaus, Zürich 1970.